# Sue Randall
Sue Randall (8 de octubre de 1935 – 26 de octubre de 1984) fue una actriz televisiva de nacionalidad estadounidense, principalmente conocida por su papel de Miss Alice Landers en la sitcom de la CBS y la ABC Leave It to Beaver.

## Biografía

### Inicios
Su verdadero nombre era Marion Burnside Randall, y nació en Filadelfia, Pensilvania. Hija de un destacado empresario inmobiliario, Sue Randall empezó a actuar en el teatro a los diez años de edad en una producción de los Alden Park Players. En 1953 completó su educación en la Lankenau School for Girls, en Filadelfia, mudándose después a Nueva York, donde cursó estudios en la American Academy of Dramatic Arts, graduándose con honores.

### Carrera artística

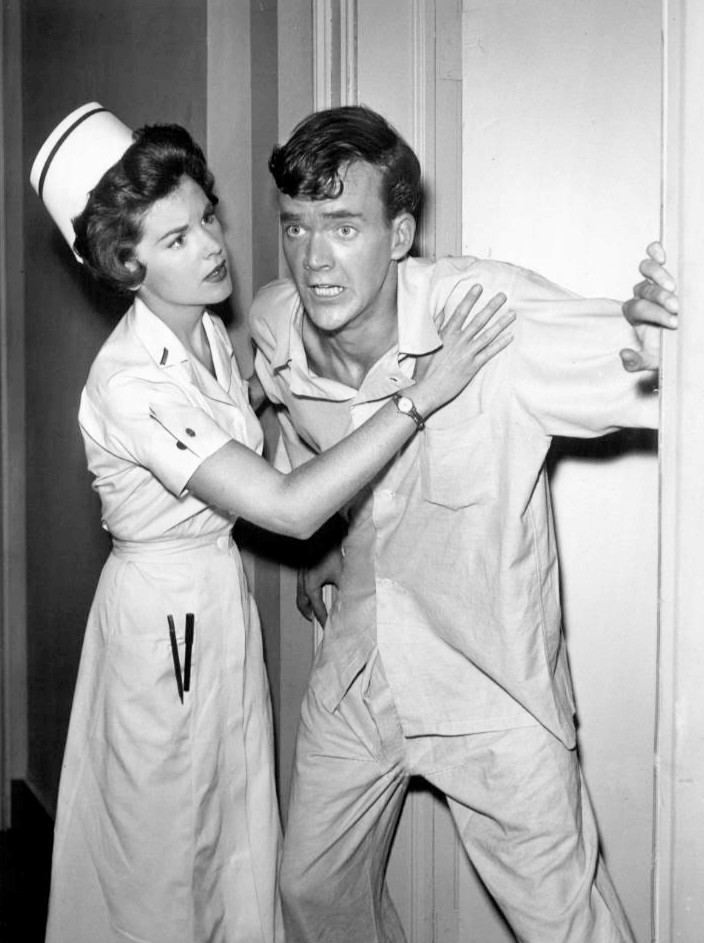
Sue Randall y Jim Hutton en "And When the Sky Was Opened", episodio de The Twilight Zone (1960)

El debut de Randall en la televisión llegó en 1955 con el episodio "Golden Victory", perteneciente a la serie Star Tonight. Fue una de las actrices que encarnó a Diane Emerson en la versión para televisión de Valiant Lady (1953-1957), y en 1954 también interpretó a Diane Emerson en el drama de la CBS Woman with a Past. 
Randall trabajó en varias otras producciones televisivas antes de ser Ruthie Saylor en la película de 1957 Desk Set, protagonizada por Spencer Tracy y Katharine Hepburn. El papel de Randall en Leave It to Beaver se extendió desde el año 1958 al 1962. Participó en un total de 28 episodios de la sitcom tras reemplazar a Diane Brewster. La primera actuación de Randall como Miss Landers en Leave It to Beaver tuvo lugar en el episodio "Ward's Problem", emitido el 16 de octubre de 1958.
Principalmente, los papeles televisivos de Randall fueron como actriz de reparto y de carácter, a menudo en producciones del género western.  Por ejemplo, fue Kathy O'Hara en el episodio "The Mysterious Stranger" (17 de febrero de 1959) de la serie de ABC/Warner Brothers Sugarfoot, protagonizada por Will Hutchins. También trabajó en la serie de ABC The Rebel, encarnando a Elaine en el episodio "Judgment Day", emitido el 11 de octubre de 1959, siendo acompañada por Nick Adams en su actuación.
A finales de los años 1950, sin embargo, los productores televisivos eligieron a Randall para actuar junto a Theodora Davitt en una propuesta sitcom titulada Up on Cloud Nine. Se completó un episodio piloto, pero al final no se encontraron patrocinadores para la misma.
Sue Randall actuó en otras muchas series, entre ellas las de CBS The Twilight Zone, Have Gun – Will Travel, Gunsmoke, The Aquanauts, Pete and Gladys y Hennesey. Para la NBC actuó en Bonanza y The Man and the Challenge, y para la ABC en The Real McCoys, The Dakotas, 77 Sunset Strip, El fugitivo y The Rifleman. Además, tuvo tres actuaciones como invitada en 1961 en Sea Hunt, show de Lloyd Bridges. Ese mismo año fue Ellen, acompañando a Adolphe Menjou y a Orson Bean, en el episodio "The Secret Life of James Thurber", entrega de la serie de antología de la CBS The DuPont Show with June Allyson. También fue dos veces actriz invitada en Perry Mason, encarnando a Betty Wilkins en el capítulo de 1960 "The Case of the Ill-Fated Faker", y a Arnell Stiller, alias Amy Scott, en el de 1964 "The Case of the Garrulous Go-Between".
Randall actuó en cinco entregas de la serie de antología western Death Valley Days. Su última interpretación en el show llegó en 1966 como Carrie Huntington en "The Courtship of Carrie Huntington", actuando junto  a Jesse Pearson, Helen Kleeb y Dub Taylor.

### Últimos años
Randall se retiró de la televisión a temprana edad, en principio como consecuencia de las secuelas que le quedaron tras sufrir en 1967 un accidente de tráfico. Su última actuación para la pequeña pantalla tuvo lugar en ese mismo año. Fue Ruth en un episodio de Vacation Playhouse. Dos años más tarde volvió a su domicilio de Filadelfia, donde formó parte de diferentes asociaciones profesionales y participó en teletones y otros eventos de carácter benéfico con el objeto de recaudar fondos para programas de lucha contra la artritis, la esclerosis múltiple, la ceguera y la deficiente educación infantil.
Gran fumadora, Sue Randall falleció a causa de un cáncer de pulmón el 26 de octubre de 1984 en el Pennsylvania Hospital de Filadelfia, a los 49 años de edad. Había estado casada con Peter Blake Powell y con James J. McSparron.